# اللغة المراثية
اللغة المراتية (मराठी و(मराठी وتلفظ: [məra(:)ʈʰi(:)]؛ بالأردو مراٹھی) هي لغة هندوأوروبية من فرع اللغات الهندوإيرانية، يستخدمها المراتيون في غرب الهند. وهي لغة رسمية في ولاية ماهاراشترا وغوا. تُصنف اللغة كرابع أكثر اللغات استخدامًا في الهند. اللغة المراتية قديمة، وهي تعود إلى أكثر من 1500 سنة سابقة، وكانت معتمدة على اللغة السنسكريتية. تستخدم اللغة الحروف الديوانكرية كما هو الحال في اللغة الهندية والسنسكريتية.